# Hartmut Lenhard
Hartmut Lenhard (* 1947 in Hagen) ist ein deutscher evangelischer Religionspädagoge. 

## Leben
Lenhard studierte Evangelische Theologie und Germanistik in Bochum, Tübingen und Bonn. Mit Studien zur Entwicklung der Ekklesiologie in den freien evangelischen Gemeinden in Deutschland wurde er 1976 an der Universität Bonn promoviert. Sein Referendariat absolvierte er 1976/77 in Bielefeld. Anschließend war er Lehrer am Bielefelder Gymnasium am Waldhof. 1982 wurde er Fachleiter für Evangelische Religionslehre am Studienseminar Detmold. Von 1994 bis zum Eintritt in den Ruhestand 2012 war er Leitender Direktor des Studienseminars Paderborn. Er war zudem langjähriges Mitglied der Kammer der EKD für Bildung, Erziehung, Kinder und Jugend sowie Mitglied der Fachkommission der EKD zur Reform des Theologiestudiums. Bis 2025 war er Mitherausgeber der im Friedrich Verlag erscheinenden Zeitschrift Religion 5–10. Ehrenamtlich tätig ist Lenhard im Forum Juden/Christen Nordhorn und in der Bibliothek des Klosters Frenswegen.

## Veröffentlichungen
Monographien
- Die Einheit der Kinder Gottes. Der Weg Hermann Heinrich Grafes (1818–1869) zwischen Brüderbewegung und Baptisten, Witten/Wuppertal 1977.
- Praxissemester Religion. Handwerkszeug für Berufsanfängerinnen und Berufsanfänger, gem. mit Mirjam Zimmermann, Göttingen 2015.
- Gabriele Obst: Kompetenzorientiertes Lehren und Lernen im Religionsunterricht, 4. Aufl. überarb. und aktualisiert von Hartmut Lenhard, Göttingen 2015.
- Jörg Leune, Bertram Lesser, Gertraud Herrenbrück, Hartmut Lenhard: Die Chronik des Klosters Frenswegen (Marienwolde) 1494 Deutsch (Das Bentheimer Land, Band 235). Hrsg. Heimatverein der Grafschaft Bentheim e.V., Nordhorn 2022.
- Tanja Gojny, Hartmut Lenhard, Mirjam Zimmermann: Religionspädagogik in Anforderungssituationen. Fachdidaktische Grundlagen für Studium und Beruf (utb 5797). Vandenhoeck & Ruprecht, Göttingen 2022

Unterrichtsmaterialien
- "Lebensraum im Osten" – Deutsche in Belorussland 1941–1944. Quellen- und Materialmappe für Unterricht und Erwachsenenbildungsarbeit, hg. vom Internationalen Bildungs- und Begegnungswerk Dortmund, Düsseldorf 1991.
- Kirche. Themenheft für den evangelischen Religionsunterricht in der Oberstufe, erarb. gem. mit Oliver Arnhold, Göttingen 2013.
- Kirche ohne Juden. Christlicher Antisemitismus 1933–1945. Themenheft für den evangelischen Religionsunterricht in der Oberstufe, erarb. gem. mit Oliver Arnhold, Göttingen 2015.
- Wofür ist Religion gut? Religionen in der säkularen Gesellschaft. Themenheft für den evangelischen Religionsunterricht in der Oberstufe, erarb. gem. mit Oliver Arnhold. Göttingen 2017.
- Was tun? Ethische Fragestellungen im Religionsunterricht. Themenheft für den evangelischen Religionsunterricht in der Oberstufe, erarb. gem. mit Mirjam Zimmermann, Göttingen 2017.

Herausgeberschaften
- Nachdenken über Gott. Fragen – Antworten – Informationen, hg. gem. mit Hartmut Drüge und Wolfgang Mohrmann, Gütersloh 1983.
- Arbeitsbuch Religionsunterricht. Überblicke – Impulse – Beispiele, Gütersloh 1986, 2. Aufl. 1992, 3. Aufl. 1996.
- Versöhnung und Frieden mit den Völkern der Sowjetunion. Herausforderungen zur Umkehr. Eine Thesenreihe, hg. von der Arbeitsgemeinschaften Solidarische Kirche Westfalen und Lippe in Verbindung mit dem Arbeitskreis Evangelische Erneuerung in Bayern, redaktionelle Mitwirkung durch Hartmut Lenhard, Gütersloh 1987.
- Unterwegs nach Minsk. Spuren suchen – Menschen begegnen – Brücken bauen, Gütersloh 1989.
- Ich glaube an den Gott Israels. Fragen und Antworten zu einem Thema, das im christlichen Glaubensbekenntnis fehlt, hg. von Frank Crüsemann und Udo Theissmann unter Mitarbeit von Gabriele Obst, Gisela van Spankeren, Hartmut Lenhard und Matthias Millard, Gütersloh 1998, 2. Aufl. 2001.
- Teach:line. Medienpädagogische Ausbildung in Studienseminaren, hg. gem. mit Detlef Strauß, Gütersloh 2000.
- Religionsunterricht neu denken. Innovative Ansätze und Perspektiven der Religionsdidaktik. Ein Arbeitsbuch (Religionspädagogik innovativ 1), hg. gem. mit Bernhard Grümme und Manfred L. Pirner, Stuttgart 2012.
- Theologisch-religionspädagogische Ausbildung. Dokumente und Texte aus der Arbeit der Gemischten Kommission für die Reform des Theologiestudiums/Fachkommission II (Lehramtsstudiengänge) von 1993 bis 2015, hg. gem. mit Manfred L. Pirner und Christoph Schneider-Harpprecht unter Mitarbeit von Alexander Dölecke, Leipzig 2019.